# Gérompont
Gérompont is een plaats in de Belgische provincie Waals-Brabant, gelegen in de gemeente Ramillies.

## Geschiedenis
In de middeleeuwen werden Geest en zijn afhankelijkheid Gérompont verenigd in het dorp Geest-Gérompont. Dit werd op het eind van het ancien régime een zelfstandige gemeente. In 1822 werd de gemeente weer opgeheven en met Petit-Rosière samengevoegd tot Geest-Gérompont-Petit-Rosière. Deze gemeente fusioneerde in 1971 met Bomal en Mont-Saint-André en de fusiegemeente kreeg kortweg de naam Gérompont. De fusiegemeente hield in 1977 op te bestaan en werd een onderdeel van Ramillies. Het gemeentehuis van deze laatste fusiegemeente kwam wel in Géromport te staan.

## Demografische ontwikkeling
Alle historische gegevens hebben betrekking op de fusiegemeente zoals ontstaan na de fusie van 1 januari 1971.
- Bronnen:NIS, Opm:1831 tot en met 1970=volkstellingen